# إبادة (رواية)
إبادة هي رواية خيال علمي للكاتب الأمريكي جيف فاندرمير طرحت في سنة 2014، وتتكلم عن 4 نساء تتكونن من عالمة أحياء و عالمة نفس و عالمة آثار و عالمة جيولوجيا وعالمة لغويات يقمن بمهمة لأجل معرفة مصير أزواجهن ألذين فقدوا بعدما أصابت طائرتهم كارثة بيئية. فازت هذه الرواية بجائزة نيبولا و جائزة شيرلي جاكسون كأفضل رواية في سنة 2014. تم إنتاج فيلم إبادة من هذه الرواية في سنة 2018 من كتابة وإخراج أليكس غارلاند وبطولة نتالي بورتمان.